# Tineidae (музикант)
Tineidae — український музикант, що пише електронну музику у жанрах ambient, IDM, glitch.

## Дискографія

### Альбоми
- Lights (2012)
- Shadows (2014)

### Сингли та EP
- Random Signal Analysis (2013)

## Лейбли
- Tympanik Audio
- Crunch Pod
- Someone Records
- 3LOOP
- Solanic
- CRL Studios